# FTSE Italia Brands
L'indice FTSE Italia Brands, è un indice dell'MTA gestito da Borsa Italiana che comprende i migliori brand italiani per creatività, eccellenza, intuito imprenditoriale e innovazione.

## Storia
Creato il 18 dicembre 2017 da FTSE Russell l’indice include le 21 (dalle iniziali 22) società quotate comprese nella vetrina Italian Listed Brands e già incluse nel FTSE Italia All-Share. La vetrina Italian Listed Brands è stata istituita da Borsa Italiana a ottobre 2017 per promuovere i migliori brand italiani per creatività, eccellenza, intuito imprenditoriale e innovazione. La lista dei titoli inclusi nella vetrina è stata definita da Borsa Italiana con il supporto di un panel di esperti settoriali, tra cui analisti industriali e finanziari sia italiani sia internazionali. Oltre alle metriche tradizionali sono stati presi in considerazione i principali asset intangibili di queste società, quali la percezione del brand tra la propria base di clienti e il posizionamento distintivo rispetto ai propri competitor.
Lo scopo dell'indice è di mettere in luce le caratteristiche distintive dei brand delle società italiane quotate attive nei settori dei beni di consumo e servizi, offrendo un nuovo benchmark per gli investitori attivi e passivi.

## Pesi dell'indice
I pesi delle società nel nuovo indice FTSE Italia Brands sono fissati secondo i requisiti UCITS con revisione trimestrale dei costituenti, secondo le regole di FTSE Russell.

## Società dell'indice
Fanno parte dell'indice FTSE Italia Brands le seguenti 23 società che appartengono anche a questi altri indici:
| Società                        | FTSE MIB | FTSE Italia Mid Cap | FTSE Italia Small Cap | FTSE Italia STAR | AIM Italia AIM |
| ------------------------------ | -------- | ------------------- | --------------------- | ---------------- | -------------- |
| Aeffe S.p.A.                   |          |                     |                       |                  |                |
| Autogrill S.p.A.               |          |                     |                       |                  |                |
| Brembo S.p.A.                  |          |                     |                       |                  |                |
| Brunello Cucinelli S.p.A.      |          |                     |                       |                  |                |
| Campari N.V.                   |          |                     |                       |                  |                |
| De'Longhi S.p.A.               |          |                     |                       |                  |                |
| Elica S.p.A.                   |          |                     |                       |                  |                |
| Ferrari N.V.                   |          |                     |                       |                  |                |
| Fiat Chrysler Automobiles N.V. |          |                     |                       |                  |                |
| Fila S.p.A.                    |          |                     |                       |                  |                |
| Geox S.p.A.                    |          |                     |                       |                  |                |
| Juventus Football Club S.p.A.  |          |                     |                       |                  |                |
| Moncler S.p.A.                 |          |                     |                       |                  |                |
| Monnalisa S.p.A.               |          |                     |                       |                  |                |
| OVS S.p.A.                     |          |                     |                       |                  |                |
| Piaggio & C. S.p.A.            |          |                     |                       |                  |                |
| Pininfarina S.p.A.             |          |                     |                       |                  |                |
| Piquadro S.p.A.                |          |                     |                       |                  |                |
| Pirelli & C. S.p.A.            |          |                     |                       |                  |                |
| Safilo Group S.p.A.            |          |                     |                       |                  |                |
| Salvatore Ferragamo S.p.A.     |          |                     |                       |                  |                |
| Technogym S.p.A.               |          |                     |                       |                  |                |
| Tod's S.p.A.                   |          |                     |                       |                  |                |
| TOTALI                         | 7        | 8                   | 7                     | 3                | 1              |

Dati aggiornati al 23 dicembre 2019

### Variazioni

#### Ingressi
● Il 27 dicembre 2018 sono entrate: Aeffe, Elica, Juventus Football Club, Parmalat
● Monnalisa 

#### Uscite
Dalle iniziali 22 società
● il 15 maggio 2018 è uscita dall'indice Yoox Net-A-Porter Group avendo il titolo un flottante inferiore al 10%, in seguito al successo dell'OPA lanciata da Compagnie financière Richemont attraverso il veicolo Rlg Italia Holding,
● Damiani
● Luxottica
● Parmalat

## Fonti
- Sito ufficiale di Borsa Italiana S.p.A., su borsaitaliana.it.